# Predisposição para a confirmação
Predisposição para a confirmação é uma condição psicológica não patológica que, como o nome diz, denota uma predisposição da pessoa em questão para observar, num experimento, o resultado que condiz com sua crença pessoal, ou não observar um resultado contrário à essa crença. É apontado como uma falha comum em experimentos científicos, sendo seus executores, quase sempre, novatos na metodologia científica.